# Laidi Fernández de Juan
Adelaida "Laidi" Fernández de Juan (La Habana, 3 de mayo de 1961) es una médica y narradora cubana.

## Biografía
Pese a convivir en una familia con marcado interés por el mundo de las letras (hija del conocido poeta Roberto Fernández Retamar y Adelaida de Juan, una importante crítica de arte y profesora universitaria), Laidi Fernádez de Juan (de nacimiento Adelaida) prefirió estudiar medicina, graduándose en 1985. Entre 1989 y 1991, estando en Zambia como médica colaboradora, descubre su interés por contar historias a través de las cartas que escribe a sus padres.
De esta experiencia africana nacería su primer volumen de relatos: Dolly y otros cuentos africanos, Premio Pinos Nuevos en 1994. A partir de entonces ha combinado el ejercicio de la medicina con su quehacer literario, colaborando en diversas publicaciones periódicas e incluyendo sus relatos en antologías publicadas tanto en Cuba como en el extranjero.
Su narrativa se caracteriza por el inteligente manejo del humor y la ironía y por reflejar la cotidianidad en la vida de los cubanos. La propia autora ha dicho que no puede evitar el humor y lo asume como estilo. También afirma que leer constituye su mayor fuente de placer y que escribir es una forma de "evitar quedarme con astillas por dentro". Desde 1996 es miembro de la Unión Nacional de Escritores y Artistas de Cuba (UNEAC). Su cuento Clemencia bajo el sol ha sido llevado al teatro en Cuba e Italia. 
En 2013 retomará su experiencia africana para escribir el volumen de cuentos Sucedió en Copperbelt que mereciera el Premio UNEAC  y se publicaría un año después.

## Obra
- 1994,  Dolly y otros cuentos africanos. Ediciones Unión. Cuento. 1994. Publicado en Canadá en 1996 con prólogo de Keith Ellis. Reeditado en 1997 por Ediciones Vigía, Matanzas, con prólogo de Eliseo Diego.
- 1998, Oh vida. Ediciones Unión. Cuento. Uruguay, 2000.
- 2005, La hija de Darío. Ediciones Unión. Cuento. Ediciones Colihue, Argentina.
- 2006, Nadie es profeta. Ediciones Unión. Novela.
- 2008, La vida tomada de María E. Ediciones Unión. Cuento. ISBN 978-959-209-842-8.
- 2014, Jugada en G'. Ediciones Unión. Cuento.
- 2014, Sucedió en Copperbelt. Ediciones Unión. Cuento[6]

## Antologías
- Estatuas de sal (Cuba, 1996)
- Rumba Senza palma ne careze (Italia, 1996)
- Cuentos habaneros (México, 1997)
- Vedi Cuba e poi muori (Italia, 1997)
- Clemencia bajo el sol (Cuba, 1998)
- Cubana (Estados Unidos, 1998)
- Nuevos narradores cubanos (España, Francia, Alemania, 2000)
- Los nuevos caníbales ( Cuba, Puerto Rico, República Dominicana, 2000)
- Cuentistas cubanas contemporáneas (Argentina, 2001)
- Palabras de espuma (Cuba, 2001)
- Cuentistas cubanas de hoy (Argentina, 2001)
- Totalmente a mano (México, 2002)
- Caminos de Eva (Puerto Rico, 2002)
- Mujeres como islas (Cuba y República Dominicana, 2002)
- Cicatrices en la memoria (Cuba, 2003)
- Cuentos infieles (Cuba, 2007)

## Premios
- 1994, Premio Pinos Nuevos
- 1996, Gran Premio Cecilia Valdés, por su cuento Clemencia bajo el sol.
- Mención de honor en el Concurso Internacional de Cuento Fernando González de Colombia.
- 1997, Premio en el concurso de cuentos Jiribilla.
- 1998, Premio Luis Felipe Rodríguez con su libro Oh Vida
- 2004, Mención Concurso de Cuentos Julio Cortázar con su cuento El beso.
- 2004, Distinción por la Cultura Nacional.
- 2005, Premio Alejo Carpentier por su libro de cuentos La hija de Darío.
- 2013, Premio de cuento UNEAC por Sucedió en Copperbelt[6]
- 2015, Gran Premio de minicuento El dinosaurio por su texto Naderías de hoy[7]